# Ewood Park
Ewood Park és un estadi de futbol de la ciutat de Blackburn, al comtat de Lancashire, Anglaterra. Actualment és la seu del Blackburn Rovers, club del Football League Championship. L'estadi fou inaugurat el 1890 i té una capacitat de 31.367 espectadors.

## Història
L'estadi Ewood Park fou inaugurat el 1890 i és l'estadi més antic de la Premier League. El seu rècord d'assistència data del 1929 en un partit de la FA Cup contra el Bolton Wanderers amb 62.522 espectadors.